# Aspidomorphus
Aspidomorphus – rodzaj jadowitych węży z podrodziny Hydrophiinae w rodzinie zdradnicowatych (Elapidae).

## Zasięg występowania
Rodzaj obejmuje gatunki występujące w Indonezji i Papui-Nowej Gwinei.

## Systematyka

### Etymologia
Aspidomorphus: gr. ασπις aspis, ασπιδος aspidos „tarcza”; μορφη morphē „forma, kształt”.

### Podział systematyczny
Do rodzaju należą następujące gatunki:
- Aspidomorphus dimorphus Kraus, 2025
- Aspidomorphus lineaticollis (F. Werner, 1903)
- Aspidomorphus muelleri (Schlegel, 1837)
- Aspidomorphus schlegelii (Günther, 1872)